# Sora E
Sora E (空へ) là đĩa đơn thứ 33 của Yamazaki Masayoshi được phát hành vào 2 tháng 3 năm 2016. Ca khúc chính Sora E trong đĩa đơn được sử dụng làm ca khúc chủ đề trong phim Doraemon: Tân Nobita và nước Nhật thời nguyên thủy 